# Ладислав V Посмрче
Ладислав Посмрче (мађ. V. László, чеш. Ladislav Pohrobek; Комарно, 22. фебруар 1440 — Праг, 23. новембар 1457) био је аустријски војвода (од 1440), краљ Угарске (као Ладислав V, од 1444) и краљ Чешке (Ладислав I од 1453. године) из династије Хабзбурга.
Ладислав, назван Посмрче пошто је рођен после смрти свог оца Алберта II Немачког, крунисан је за краља Угарске већ у трећем месецу живота. Његова мајка Елизабета Луксембуршка покушала је да му сачува престо, иако је већина племства изабрала за краља другог кандидата, краља Пољске Владислава III Јагелонца. Пошто се Елизабета са сином повукла у Беч, после њене смрти Ладиславов заштитник био је аустријски војвода и цар Светог римског царства Фридрих III Хабзбуршки. Када је Владислав III страдао у борби са Османлијама код Варне 1444, угарско племство је позвало малог Ладислава назад у земљу.
Како је Фридрих оклевао да испуни захтеве Мађара, Угарском је као краљевски регент од 1446. до 1452. године управљао прослављени војсковођа и великаш Јанош Хуњади. Млади краљ је 1453. најзад посетио Чешку и Угарску, где се око њега окупљало племство незадовољно Хуњадијевом доминацијом. Током Ладиславове владавине врхунац борби са Турцима била је успешна одбрана Београда 1456. после које је умро Хуњади. Његов старији син Ладислав је, како би задржао очев привилегован положај, у Београду убио свог главног противника Улриха II Цељског, краљевог рођака и заштитника, али га је затим Ладислав Посмрче осудио на смрт и погубио. Од новог сукоба у Угарској Ладислав V се склонио у Праг где је 1457. и преминуо у седамнаестој години, по свему судећи од леукемије.

## Порекло
Рођен је 22. фебруара 1440. године као дете Алберта II Хабзбуршког и Елизабете, ћерке Жигмунда Луксембуршког, цара Светог римског царства, краља Угарске и Чешке. Пошто је рођен четири месеца по очевој смрти, Ладислав је добио надимак Посмрче. Ладиславови родитељи су већ имали две ћерке Ану, која је 1446. године удата за Вилхелма III, грофа од Тирингије, и Елизабету која је 1454. удата за пољског краља Казимира IV Јагелонца. Алберт и Елизабета су имали и сина Георга који је 1435. године преминуо као четворогодишњи дечак.
Алберт Хабзбуршки је владао читавим низом територија у средњој Европи. Наследио је свог оца Албрехта IV 1404. године на месту аустријског војводе. Аустријом је владао као Албрехт V (1404—1439). Захваљујући браку са Елизабетом Луксембуршком Алберт се приближио Жигмунду, краљу Угарске (1387—1437) и Чешке (1419—1437) и цару Светог римског царства (1433—1437). Сам Жигмунд није имао синова и уредио је да га на бројним поседима наследи зет, иако је и његова супруга, Барбара Цељска, имала политичких амбиција. После Жигмундове смрти Алберт је прво крунисан за краља Угарске 1. јануара 1438. године у Стоном Београду, а затим и за краља Чешке у Прагу 29. јула исте године. Између ова два крунисања, Алберт је у Франкфурту на Мајни 18. марта 1438. године изабран за краља Римљана (лат. Rex Romanorum) као Алберт II.
Титула краља Римљана се још од времена Отона III везивала за немачке земље и требало је да јасно одреди будућег цара Светог римског царства пре крунисања у Риму. Било како било, Алберт Хабзбуршки никада није ни крунисан за цара Светог римског царства пошто су прилике у Подунављу захтевале његову брзу интервенцију. Османски султан Мурат II је 1439. покорио Српску деспотовину чиме је Угарска сада била отворена за нове упаде Османлија. Алберт је покушао да организује већи поход против Турака, али се његова војска постепено разишла а да није извела иоле озбиљан напад на Османлије. На повратку кући Алберт је преминуо од дизентерије 27. октобра 1439. године недалеко од Ђера.

## Долазак на угарски престо
Алберт, краљ Немачке, Угарске и Чешке сахрањен је у Стоном Београду у Угарској. За собом је оставио супругу Елизабету која је била у другом стању, тако да се рачунало да би новорођенче могло да претендује на бројне поседе Алберта Хабзбуршког. У самој Угарској један део племства захтевао је да се круна понуди кандидату који би могао да лично предводи походе против надолазећих Турака. Уз сагласност трудне краљице Елизабете, која је требало да пође за новоизабраног краља, великаши су угарски престо понудили младом пољском краљу Владиславу III Јагелонцу. Док је угарска делегација боравила у Кракову, Елизабета се 22. фебруара 1440. породила и добила сина Ладислава који је убрзо добио надимак Посмрче. На наговор свог брата од ујака грофа Улриха II Цељског краљица је повукла свој пристанак да се за краља изабере пољски владар. Затим је дворска дама Јелена Котанерова из Вишеграда украла круну Светог Стефана којом је острогонски надбискуп Дионисије (Денеш) Сечи крунисао новорођеног Ладислава V 15. маја у Стоном Београду.
За разлику од Угарске, Ладислав V је без већих проблема прихваћен у Аустрији за војводу. Ипак, 2. фебруара 1440. у Франкфурту на Мајни за краља Римљана је изабран Албертов рођак Фридрих, војвода од Унутрашње Аустрије. Како је Алберт II умро 1439, а војвода и владар Тирола Фридрих IV исте те године, краљ Немачке Фридрих III је постао старешина куће Хабзбурга као њен најстарији мушки члан. За почетак, то му је омогућило да завлада и Тиролом као старатељ малолетног Сигисмунда, сина Фридриха IV.. За краља Чешке Ладислав V је званично прихваћен у Сталешкој скупштини 1443. године, али је његово крунисање обављено тек 1453. године што је у Чешкој изнедрило праву феудалну анархију.
У априлу 1440. Угарску стигао и пољски краљ Владислав III. Државни сабор је 29. јуна прогласио да је крунисање малог Ладислава V било неважеће, због тога што је изостала сагласност сталешке скупштине. Острогонски надбискуп Сечи је пристао да крунише и јагелонског кандидата и Владислав III је 17. јула крунисан за угарског краља као Владислав I. Пошто је круна Светог Стефана била у рукама краљице Елизабете, крунисање Владислава је обављено круном скинутом са реликвијара Светог Стефана Угарског.
У историји средњовековне Угарске борба око круне из 1440. године је имала велики значај на пољу политичке теорије. До тада је претендент на престо обично био у сродству са претходним владарима, а крунисање круном Светог Стефана је сматрано за обред којим је положај новог владара легитимисан. Примера ради, Карло I Роберт, први анжујски краљ Угарске, је два пута крунисан за краља пре него што је 1310. најзад крунисан круном Светог Стефана. Међутим, Државни сабор је 1440. краљевску круну понудио Владиславу III Јагелонцу иако он није био у сродству са претходним краљевима, али је био добар кандидат за новог мужа краљице Елизабете и предводника одбране Угарске од Турака. Када се Владислав појавио у Угарској, Сабор је поништио крунисање Ладислава V иако је мали краљ био син и унук претходна два владара и иако је крунисање обављено у складу са традицијом. Да би и крунисање Владислава III било легитимно, Сабор је прогласио да легитимитет не доноси сама круна Светог Стефана, већ одобрење Сабора. Самим тим, Угарска је званично постала уместо наследне, изборна монархија..

## Сукоби око угарског престола (1440—1442)
Угарска је тако 1440. добила два краља тако да је, и поред присутне турске опасности, у Угарској почео сукоб међу присталицама Хабзбурга и Јагелонаца. Борбе у самој Угарској су са прекидима вођене од лета 1440. све до 1445. године, а подељеност земље је практично трајала све до првих година владавине Матије I Корвина (1457—1490). Две завађене струје су иначе биле готово равноправне по снази. Већина великаша и ситнијих племића су били уз Владислава, али су најбогатији барони, Ладислав Горјански, грофови Цељски, деспот Ђурађ Бранковић, надбискуп Дионисије Сечи са браћом, као и мачвански бан Никола Илочки, били уз Ладислава V. Уз краљицу и њеног сина били су и угарски градови. И један и други краљ су могли рачунати на помоћ споља. Сталешка скупштина Пољске ипак није била превише вољна да одобри већу помоћ краљу Владиславу Јагелонцу, док су сталешке скупштине Аустрије и Чешке више помагале Ладиславу. Када је краљици понестало новца, она се обратила рођаку свог преминулог супруга, војводи Фридриху V, који је у замену за финансијску помоћ добио титулу старатеља малог Ладислава V, круну Светог Стефана и град Шопрон као залог зајма..
Рат између две стране вођен је опсадама противничких утврђења и пустошењем имања. У почетку је краљичина странка имала предност захваљујући чешким најамницима, очврслим у Хуситским ратовима, које је предводио Јан Јискра. Елизабета је Јискри поверила одбрану Кошица, а он је убрзо проширио своју власт све до Спишке и Звољенске области. Најамничка војска издржавана је убирањем краљевских пореза, али су и бројни градови добровољно достављали Јискри средства како би их заштитио од племства. Захваљујући Јискри, власт Ладислава V је била учвршћена у северном делу Угарске, али су присталице Владислава Јагелонца постепено стекле предност у централним и јужним крајевима земље. У јужној Угарској двојица најзначајнијих присталица Јагелонаца били су мачвански бан Никола Илочки, који је у почетку подржавао Ладислава V, и северински бан Јанош Хуњади. Њих двојица су почетком 1441. код Батасека нанели тежак пораз краљичиној војсци, после чега Елизабета Луксембуршка није више била у стању да шаље веће војске у централну и јужну Угарску. Краљ Владислав I је затим Илочком и Хуњадију поверио покоравање источног дела земље, док се сам у пролеће 1441. упутио у Подунавље. Почетком 1442. деловало је да је Владислав близу циља да се наметне за владара читаве Угарске, али је затим доживео неуспех у опсади Њитре. Иако је Владиславову власт признавао већи део земље, Јискра је још увек био у стању да порази сваки напад на територије које је контролисао а које су се пружале од Тренчина до Шариша. Штавише, кључни градови и тврђаве Комарно, Ђур, Њитра, Шопрон и Пожун су били под директном влашћу краљице Елизабете, док је Острогон, у самом центру Угарске, успешно бранио надбискуп Сечи.
На крају је краљица Елизабета са малим сином и круном Светог Стефана побегла у Беч под заштиту немачког краља и аустријског војводе Фридриха III Хабзбуршког. После краљичиног бекства, папа Евгеније IV је преко свог легата, кардинала Јулијана Чезаринија, покушао да посредује у склапању мира између завађених страна у Угарској. Током ових преговора краљица Елизабета је преминула 19. децембра 1442. године. Вођство странке која се залагала за краљевска права Ладислава V преузео је војвода Фридрих III. Залагањем кардинала Чезаринија склопљено је примирје на основу постојећег стања, мада су и даље вођење мање чарке. Присталице Ладислава V успеле су да се одрже у северним и западним крајевима Угарске без већих потреса...

## Под надзором Фридриха III

### Владавина Владислава I
У међувремену, османски султан Мурат II је 1440. неуспешно опседао Београд, а северински бан Јанош Хуњади се 1442. прославио победом код Сенимреа на Моришу над једном турском војском која је упала у Угарску. Хуњади, који је рат почео као војни заповедник скромног порекла, брзо је захваљујући победама над присталицама Ладислава V, а затим и над Османлијама, постао најугледнија личност у Угарској. Уз Николу Илочког, Хуњади је од захвалног Владислава добио низ ванредних овлашћења, тако да су двојица великаша практично држали у својим рукама сву власт између Стоног Београда и Печуја на западу до Источних Карпата на истоку..
Примирје које је на годину дана кардинал Чезарини испословао подразумевало је да Угарска учествује у рату против Османлија. Владислав I је тако у октобру 1443, уз Хуњадија и српског деспота Ђурђа Бранковића, организовао успешан поход на турску територију све до Ниша, Пирота и Софије (Дуга војна). Мурат II је тада пристао на обнову Српске деспотовине, али је краљ Владислав, под Чезаринијевим утицајем, одбио да прихвати Сегедински мир. Исход је био нови поход против Османлија, овога пута без деспота Ђурђа, који се завршио тешким поразом код Варне 11. новембра 1444. при чему су и Владислав и кардинал Чезарини изгинули, док је Хуњади успео да се спасе бекством..

### Хуњадијево регентство
Како је смрћу Владислава I Угарска остала по трећи пут без краља од 1437. године, земља је врло брзо потонула у још веће безвлашће. У лето 1445. Фридрих је искористио прилику да заузме Кесег и Ајзенштат на западној граници Угарске. Грофови Цељски су се у Славонији обрачунали са браћом Таловац, а на северу је Јискра проширио своју власт у оквиру Спишке области. Пошто су се Угарском пронеле гласине да се Османлије припремају на велики поход, државни сабор окупљен у априлу 1445. је окупио представнике и јагелонске и хабзбуршке странке. Присталице покојног Владислава I су се изјасниле да прихватају четворогодишњег Ладислава V за краља уколико га Фридрих III заједно са круном Светог Стефана врати у Угарску.
Фридрих III, коме је саопштена воља угарског сабора, је покушао да обезбеди наследност угарске круне у својој породици, па је захтевао да се угарски државни сабор одрекне права да бира нове владаре, односно да Угарска постане наследна, а не изборна монархија. Сабор је одбио услове немачког краља, па је, како би држава функционисала без присуства краља изабрао савет, док је савет пак одредио седам војних заповедника (капетана) да управљају краљевином. Шесторица капетана, укључујући Хуњадија и Николу Илочког, били су јагелонске присталице, док је Јискра представљао хабзбуршку странку. Када је постало јасно након преговора да Ладислав V остаје у Бечу као штићеник Фридриха III, сазван је нови сабор који се окупио на Ракошком пољу у близини Будима у лето 1446. године. Пошто је краљ био малолетан и одсутан за регента, са титулом гувернера (лат. gubernator), је 6. јуна 1446. године изабран Јаноша Хуњадија, у то време најутицајнији међу угарским великашима. Власт регента је ипак била ограничена посебно у погледу судства и финансија..
Нови сабор одржан у марту 1447. разрешио је дужности седморицу капетана и одредио је да се сабор мора састајати сваке године на Педесетницу. Убрзо је за палатина изабран Ладислав Горјански, један од присталица Ладислава V чиме је у пракси створен савез две струје унутар племства. У међувремену, Цељски и Јискра су били готово независни обласни господари, а Фридрих III је у јуну 1447. прихватио примирје са угарским великашима. Шопрон, Кесег и Ајзенштат су остали у рукама немачког краља који је пак пристао да врати Ђур, али само под условом да за градског бискупа буде посвећен присталица Ладислава V. Иако примирје није формално прерасло у мировни споразум Фридрих III није предузимао непријатељске акције против Угарске све до 1459. године.
Хуњади је 1446. и 1448. покушао да силом покори и Улриха II Цељског који се, након прогона Таловаца, самовласно прогласио за бана Славоније. Исход Хуњадијевих неуспешних похода био је мир са Улрихом II који је на крају прихватио врховну власт државног сабора, а заузврат је признат за славонског бана и господара Славоније и Горње Угарске, поседа које је стекао током периода грађанског рата. Хуњади такође није имао ратне среће ни у сукобима са Јискром. Јискра је владао крајевима од Кремнице до Кошица и Шариша и јавно је тврдио да ће их уручити лично Ладиславу V. Штавише, прогласио се главног капетана краљевске војске, а пошто је владао областима богатим рудницима сребра и злата, чије је краљевске приходе задржавао за себе и своју најамничку војску, Јискра је 1447. године поново ушао у сукоб са државним сабором и самим Хуњадијем. Хуњадије је водио бар четири похода против Јискре, али без већих резултата. Јискра је Хуњадија убедљиво потукао код утврђеног манастира Лучењец 1451. године и мир је потписан тек када се Ладислав V вратио у Угарску 1452. године.
Услед унутрашњих потреса, Хуњади је покушао да свој ауторитет учврсти новим походом против Турака. Супротно жељама Ђурђа Бранковића, Хуњади је 1448. прешао Дунав код Ковина и преко деспотове територије, долином Мораве, стигао је до Косова, где се поново сукобио са Муратом II. Хуњади је у тродневној бици на Косову изнова потучен, а током бекства су га заробили људи српског деспота. Ђурађ Бранковић је захтевао да Хуњади надокнади штету коју је његова војска нанела пролазећи кроз деспотовину, као и да се изравнају стари рачуни из 1444. године. Хуњади је на крају пуштен уз јемство угарских великаша, којима је и деспот припадао, али се са Ђурђем Бранковићем измирио привидно тек 1451. године. Мир између Хуњадија и деспота Ђурђа требало је да буде потврђен веридбом Хуњадијевог млађег сина Матије и деспотове унуке Јелисавете, ћерке Улриха Цељског..

### Крај Фридриховог старатељства
У међувремену, Мурат II је 3. фебруара 1451. преминуо и наследио га је даровити Мехмед II који је одмах по доласку на престо, како би се тајно посветио припремама за опсаду византијског Цариграда, склопио трогодишње примирје са Угарском и потврдио мировне уговоре са другим хришћанским државама укључујући и Византију. Хуњади је, заједно са Николом Илочким склопио тајни савез са палатином Ладиславом Горјанским и тријумвират је ушао у тајне преговоре са Фридрихом III без знања државног сабора. Савезници су се сложили да Фридрих буде старатељ Ладислава V све док краљ не напуни осамнаест година 1458. године. Самим тим, Фридрих III је могао да рачуна да ће и даље владати Ладиславовим поседима у Аустрији, док је Хуњади веровао да ће му даљим боравком краља у Бечу бити продужен мандат регента. Фридрих је на крају обећао да ће, када време дође за то, Ладислава изручити директно Хуњадију. Прилике у Угарској су се измениле побуном у Бечу 1452. године. Док је Фридрих III боравио у Италији, где је управо крунисан за цара Светог римског царства у Риму, избила је побуна аустријске и чешке сталешке скупштине као и грађана хабзбуршке престонице. Побуњеницима, који су опсели Бечко Ново Место, су подршку пружили и угарски сабор и грофови Цељски и Фридрих је тада био приморан да попусти. Цар је 1. септембра 1452. године предао Ладислава V грофу Улриху II Цељском који је сада постао старатељ младог владара. Тиме се Ладислав Посмрче вратио у своје краљевине Угарску и Чешку, али је Фридрих задржао круну Светог Стефана, Шопрон и тврђаве које је заузео 1445. године.

## Повратак краља у Угарску и Чешку

### Посета Чешкој
Ладислав V је тако, у друштву свог новог старатеља грофа Улриха II Цељског, посетио Чешку где је 28. октобра 1453. најзад крунисан за чешког краља као Ладислав I. Чешком је од 1452. као регент, по одобрењу сталешке скупштине, управљао хуситски велможа Јиржи Подјебрадски. И после Ладиславовог крунисања Подјебрадски је и даље вршио регентску власт у име младог и, углавном, одсутног краља. У том периоду регент је обновио институције судства, повратио изгубљена краљевска имања и обновио превласт Чешке над Моравском, Шлезијом и Лужицом. Тиме је, захваљујући деловању Подјебрадског, окончана вишегодишња анархија у Чешкој која је почела још смрћу краља Алберта.

### Прилике у Угарској
Долазак Ладислава V у Угарску пружила је најзад прилику за унутрашњу консолидацију краљевине. У јануару 1453. године сабор је заседао у Пожуну где се млади краљ обавезао да ће амнестирати све оне који су од 1440. ратовали против њега и његових присталица. С друге стране, иако је крунисање Ладислава V било правно анулирано 1440. сада није било захтева да се читав обред понови. Краљ је поништио дарове које су великаши примили од његове мајке Елизабете или краља Владислава I. Међутим, у пракси, ради општег помирења, велможама су потврђена сви земљишни поседи које су држали у својим рукама а међу којима је било и доста имања која су пре 1439. припадала круни. Краљ је новим повељама потврдио великашима њихове поседе, али је наложио да се читав низ утврђења, подигнутих током унутрашњих борби, поруши. Такође, двор је приступио обнови институција централне власти: за краљевог главног секретара постављен је острогонски надбискуп Дионисије Сечи, док је варадски бискуп Иван Витез, васпитач Матије Хуњадија, именован за руководиоца тајне канцеларије. Обновљен је и рад краљевских судова, а попуњена су и упражњена места у краљевском савету, односно у оквиру двора.
Иако су формално обновљене централне институције, најмоћнији појединац у Угарској је и даље био Јанош Хуњади. Крајем 1452. остао је без титуле губернатора, али га је млади краљ богато обештетио. Хуњади је именован за врховног заповедника краљевске војске и добио је титулу генералног капетана краљевине. Затим, остављена су му сва утврђења и приходи која је дотада уживао, али је заузврат морао да краљу исплаћује 24.000 флорина годишње за издржавање краљевског двора. У случају Хуњадија учињен је још један изузетак пошто га је Ладислав V именовао за наследног бистричког жупана (лат. perpetuus comes Bistriciensis). Наследне титуле у Угарској до тада нису постојале, осим у случају грофова Цељских којима је краљ Жигмунд 1399. даровао Загорје у наследно власништво. Међутим, Загорје се могло посматрати и као територија Светог римског царства, а не Угарске. Хуњади је титулу наследног бистричког жупана прихватио највероватније да би својој породици, иначе неугледног порекла, обезбедио престижан положај раван Цељскима. Поред Хуњадија и Јован Јискра је добио значајне уступке. Још у августу 1452. године Јискри су потврђени сви поседи и приходи које је до тада уживао. Такође, дато му је 10.000 флорина на име надокнаде за утврђења која је морао да поруши и још 12.000 флорина за откуп племића које је заробио током ранијих сукоба.
Превласт Јаноша Хуњадија је од раније наилазила на отпор појединих великаша. Сада, када је краљ прихватио ауторитет сабора, старе поделе потекле из прилика након смрти краља Алберта су изгубиле значај. Укратко, против Хуњадија, који је деловао као главна препрека у обнови краљевског ауторитета, а самим тим и власти сабора, убрзо су се у септембру 1453. удружили Ладислав Горјански, Улрих Цељски и врховни судија Ладислав Палоци. Овој групи се прикључио и Никола Илочки, Хуњадијев дугогодишњи сарадник. Савез склопљен 1453. потврђен је и две године касније. Поред Николе Илочког, против Хуњадије се окренуо и његов дотадашњи штићеник Иван Витез. Варадски бискуп се приближио краљу који је у јануару 1454. предложио сабору да се Хуњади лиши бар прихода са краљевских имања. Међутим, како је Ладиславов двор углавном боравио у Бечу или Прагу Хуњадијев утицај је преовладавао. Млади краљ је најзад по први пут посетио Будим у фебруару 1454. године где је Хуњади најпосле принуђен да се одрекне једног дела прихода са краљевских имања и да владару препусти неколико утврђења међу којима су били Будим, Трнава и Диошђер.

### Борбе са Османлијама
Главна тема државног сабора којим је Ладислав V председавао у Будиму биле су даље смернице политике према Османлијама будући да је трогодишње примирје из 1451. између Турске и Угарске било на истеку. Подстакнути паником учесници сабора су изгласали до тада најсвеобухватније мере за одбрану Угарске. Проглашена је општа мобилизација племства и да се на сваких сто сељачких домаћинстава морају опремити четири коњаника и два стрелца. Ипак, показаће се да су ове мере остале само мртво слово на папиру. Сам краљ, млад и неискусан, а подстицан од стране папе, заговарао је рат са султаном, док је Хуњади, као најугледнија личност у Угарској тајно преко деспота Ђурђа тражио продужење примирја.
Мехмед II је начелно одобрио продужење примирја са Угарском, али је у стварности припремао поход против Српске деспотовине рачунајући на освајање подунавских градова, пре свих угарског Београда. Иако није званично отказао примирје са деспотом, Мехмед Освајач је лично повео поход на Српску деспотовину, опустошио српску територију и закратко опсео Смедерево. Деспот се претходно повукао у Угарску и, слично догађајима из 1443, иницирао Хуњадијев поход против Турака. Како се султан вратио на Исток, Хуњади је код Крушевца почетком октобра 1454. потукао војску три санџакбега. Ипак, султан је одбијао све преговоре, а Хуњади је безуспешно тражио помоћ од цара Фридриха III. Иако су и по немачким и италијанским земљама колале гласине да ће Мехмед преко Драча напасти и папски Рим, на Западу није било ни слоге ни средстава да се конкретна помоћ упути Угарској, а самим тим и деспотовини.
Мехмед II је свој наредни поход усмерио на јужне крајеве деспотовине, где је 1. јуна 1455. заузео Ново Брдо, после чега је читава Област Бранковића (оквирно Косово и Метохија) прешла под директну власт султана. Истовремено, деспот Ђурађ се поново упутио у Угарску и ту је у јуну 1455. учествовао у раду сабора у Ђуру. Ту су се угарски великаши најзад заклели на међусобни мир и оданост краљу Ладиславу V и прихватили се обавезе сакупљања средстава и људи за предстојећи крсташки рат против Турака. Краљ Ладислав је са сабора отишао у Беч где је убрзо примио деспота Ђурђа, таста Улриха Цељског, коме је конкретно могао да обећа само још један сабор и то наредне године. Без праве помоћи из Угарске, деспот се већ током лета 1455. измирио са Мехмедом II који је Ђурђу Бранковићу оставио само територије од Западне Мораве до Саве и Дунава.

## Опсада Београда 1456. године
Поред османске претње, Угарску је угрожавао ривалитет између краљевог старатеља Улриха II Цељског, који као странац није био популаран међу угарским високим племством, и бившег регента Јаноша Хуњадија, формално развлашћеног али веома популарног и моћног. Избијање отворених непријатељстава између краљевског двора са једне и Хуњадија и његових присталица са друге стране убрзала је једна афера чији су актери били деспот Ђурађ, верни присталица Ладислава V, и Михаило Силађи, Хуњадијев шурак и капетан Београда. У јесен 1455. Силађи је на обали Дунава, преко пута Смедерева почео да зида тврђаве, при чему је деспот због тога протестовао. Како Силађи није обуставио градњу, деспотови људи су прешли реку и у околини Београда напали Силађија и његовог брата Ладислава. Силађи је рањен побегао назад у Београд, али је његов брат Ладислав убијен. Силађијева освета је брзо стигла пошто је са својим људима у децембру 1455. године извршио ноћни препад на деспота и његову породицу у Купинову, Бранковићевом сремском имању. Ђурађ Бранковић, који је у борби изгубио три прста на десној руци, одведен је као сужањ у Београдску тврђаву где је Силађи од њега захтевао огроман откуп и у новцу и у деспотовим угарским поседима.
Дан по ноћном препаду, деспотов син Лазар је са 1500 коњаника кренуо право у Будим. Ладислав V је плануо када је чуо за заробљавање деспота и одмах је наредио да се обустави исплата откупа, да се заустави заузимање деспотових угарских поседа и да се ослободи деспотица Јерина, која је у међувремену заменила рањеног Ђурђа у сужањству као Силађијев талац. На основу дубровачке архивске грађе познато је да су и деспот и деспотица били на слободи у фебруару 1456. године.
У фебруару 1456. почео је и државни сабор у Будиму на коме се поново расправљало о антитурској акцији, овога пута у присуству чувеног проповедника Јована Капистрана и папског легата, кардинала Јована Карвахала. Планирани поход је одложен за август да би се у међувремену сакупиле намирнице за угарску војску, а сабор се разишао у априлу. С друге стране, султан Мехмед је презимио у Једрену планирајући нови поход на Подунавље. Већ у фебруару 1456. у Угарској су водећи великаши задужени за јужну границу знали да се султан спрема да заузме Смедерево и Београд, а 12. марта Дубровчани су писали краљу Ладиславу да је султан са све опсадним справама стигао у Скопље. На крају је велика османска војска провалила и деспотовину у јуну 1456. године, али су деспотови градови били спремни за опсаду, а нисам султан није могао да заузме добро брањено Смедерево. Тада се турска војска окренула од Смедерева и кренула на угарски Београд.
Вести о доласку Османлија унеле су праву панику у подељену Угарску. Краљ Ладислав V је, изговарајући се да иде у лов, напустио Будим, а затим и Угарску и склонио се у Беч. За њим је у бекство кренуо и Улрих Цељски. У помоћ опседнутом Београду, који је бранио Силађи, дошли су Јанош Хуњади, као врховни заповедник угарске војске са нешто племићке војске, и Јован Капистран са шароликом војском коју су чинили крсташи из Угарске, Немачке и Пољске, у ствари одреди сиротиње, авантуриста и студената. После бројних преокрета браниоци су успели да одбију нападаче и султан је 22. јула, после скоро три седмице опсаде, наредио повлачење. Према Хуњадијевим речима, Београд се, после свега, није могао назвати градом већ пољем.
Вест о османском поразу озарила је Европу, а папа, који је вест о победи примио 6. августа на празник Преображења је прогласио свеопшти празник за све римокатолике. У Београду међу сиромашним крсташима, који су чинили већи део победоносне војске, претила је побуна уперена против племића који су се током опсаде клонили борби. Да би спречили побуну Хуњади и Капистран се распустили крсташе. Поред тога, крајеве око Београда захватила је куга.. Исцрпљен од борби и болестан од куге Хуњади је пренесен из Београда у Земун где је умро 11. августа 1456. године. Капистран, и сам болестан од куге, кренуо је на север где га је болест опхрвала у Илоку где је пао у постељу. У Илоку су га посећивале разне значајне особе, између осталих и краљ Ладислав који се вратио у Угарску. Ладислав V је два пута посетио Капистрана и слао му је одабране лекаре, али је италијански проповедник преминуо 23. октобра.

## Краљев сукоб са Хуњадијима и смрт

### Убиство Улриха Цељског
Хуњадијева смрт је значајно променила прилике у Угарској. Команду над Београдом преузео је Хуњадијев старији син Ладислав, али је титула генералног капетана тј врховног заповедника угарске војске сада је припала Улриху II Цељском, који је тако формално постао први човек Угарске. Краљ Ладислав V је затим сазвао државни сабор у Футогу који је требало да разреши питање примопредаје Београда. Двор је од Ладислава Хуњадија захтевао приходе и утврђења који су били уступљени његовом покојном оцу. Ладислав Хуњади је неко време одбијао да се појави у Футогу све док му краљ није пружио јаке гаранције. Млади краљ се у Футогу појавио окружен крсташком војском сачињеном од племића пристиглих из Чешке и Немачке. Ту му се Ладислав Хуњади јавно потчинио уз церемонијално помирење између Хуњадијевог сина и грофа Улриха који је у међувремену произведен у бана Хрватске. Улрих се заклео да ће од сада Ладислава Хуњадија поштовати као сина, док се Ладислав обавезао да ће грофа Цељског сматрати за оца.
Измирење по свему судећи није било искрено. Према једном угарском извору Улрих је пре посете Београду писао свом тасту, деспоту Ђурђу, да ће му послати две лопте да се са њима игра, мислећи на главе Ладислава и Матије Хуњадија. Поред упозорења краљ Ладислав и гроф Цељски су 8. новембра ушли у Београд. Већ по уласку краљевске свите у град присталице Ладислава Хуњадија су подигли покретни мост и разоружали краљеву пратњу која је остала ван Горњег града. Улрих је преживео ноћ пошто су његове одаје биле добро замандаљене. Сутрадан је гроф Цељски успешно потражио уточиште у цркви. На крају је Ладислав Хуњади са својим људима буквално провалио у просторије грофа Цељског, док је краљ Ладислав V заточен у једној соби и, према српским летописима, свезан. Улрих II је после краће борбе рањен и обезглављен 9. новембра 1456. године, док је краљ постао заробљеник Ладислава Хуњадија који га је убрзо повео са собом у Темишвар..

### Сукоб са Хуњадијима
Улрих је за собом оставио супругу Кантакузину (Катарину) Бранковић. Крајем 1456. почела је јагма за имањима грофова Цељских у којој је учествовао и краљ Ладислав. Он је, иако је Кантакузина била жива и здрава, наложио да се једна кула на Загребачком Градецу препусти каноницима Загребачке надбискупије. Од удовице Улриха Цељског краљ је захтевао да поруши тврђаву Градец и врати је грађанима Загреба. У случају оглушивања о овај захтев Ладислав Посмрче је наложио славонском бану Јану Витовцу да у краљево име преузме град. Магистеру Ивану, нотару краљевске канцеларије, у јесен 1457. године краљ је доделио поседе у околини Градеца који су припадали Кантакузинином верном чиновнику Себолду Мајеру. На поседе грофова Цељских претендовао је и цар Фридрих III, због чега је између двојице Хабзбурга, Ладислава V и Фридриха III започео прави рат.. У међувремену, после низа тешких вести, стари деспот Ђурађ је преминуо 24. децембра 1456. године. Наследио га је најмлађи син Лазар за кога се у Угарској веровало да ће, због ранијег сукоба са Михаилом Силађијем, довести Турке под Београд. Лазар је без већих трзавица добио признање Порте, а затим је у јануару 1457. обавестио краља Ладислава о промени на српском престолу.
Поред сукоба око имовине Цељских са дојучерашњим заштитником Фридрихом III и разматрања нових потеза у политици према Османлијама, Ладислав V је планирао освету Ладиславу Хуњадију. Пре него што га је Хуњади ослободио краљ је морао да се писмено обавеже да се неће светити за убиство Улриха Цељског. Самоуверени Ладислав Хуњади је сада узео титулу генералног капетана. Убиство Улриха Цељског је било нечувен потез и окренуо је већину великаша против Ладислава Хуњадија. Међу њима су били Ладислав Горјански и Никола Илочки. Ладислав Хуњади је увераван да нема чега да се плаши. Према каснијим изворима и Ладислав Посмрче је оцењен као прави мајстор у притворности. Када је Ладислав са млађим братом Матијом стигао у Будим ухапшен је 14. марта 1457. и бачен у тамницу. Браћа Хуњади су, заједно са најближим сарадницима оптужени за ковање завере против краља. Њима је на душу стављено и пљачкање Српске деспотовине током похода Јаноша Хуњадија против Турака и рањавање деспота Ђурђа Бранковића које је извео Силађи. Краљевски савет је, делујући као врховни суд, осудио Ладислава Хуњадија на смрт и он је погубљен на Тргу Светог Ђорђа у Будиму већ 16. марта. Суд је амнестирао најближе присталице Хуњадија, али је Матија задржан у сужањству.

### Нови унутрашњи сукоб и краљева смрт
Краљева освета изазвала је нови расцеп у Угарској. Елизабета Силађи, удовица Јаноша Хуњадија и мајка Ладислава и Матије, је у сарадњи са својим братом Михаилом покренула отворену побуну против краља. Елизабета Хуњади је располагала огромним и нетакнутим породичним богатством. У Београду је у марту 1457. завладала паника да ће Елизабета Хуњади у року од две седмице иницирати нови султанов поход на град. Краљевску војску су у овом сукобу предводили Јован Јишкра и Никола Илочки, а Ладиславу V је остао веран и српски деспот Лазар Бранковић. Деспотова војска је заузела Ковин, Ласловар и неколико тврђава преко пута Смедерева и Голупца, али је на крају потучена на Тамишу 25. маја 1457. приликом упада у јужни Банат. Такође, борбе између краљевске војске и побуњеника углавном су имале неодлучан исход.
У међувремену, Ладислав V је напустио Угарску 25. маја и склонио се у Праг где је са собом повео петнаестогодишњег Матију Хуњадија као свог заробљеника. У Прагу се Ладислав посветио припремама за женидбу са француском принцезом Магдаленом Валоа, ћерком краља Шарла VII. Током ових припрема за свадбу, Ладислав је изненада умро 23. новембра 1457. године. О његовој напрасној смрти су доста рано почеле да се испредају гласине. По некима био је отрован, а кривица је бацана на Јиржија Подјебрадског. Поједини историчари су сматрали да је умро од бубонске куге, као Јанош Хуњади и Капистран. Међутим, испитивања краљевог скелета спроведена 1987—1988. показала су да је Ладислав Посмрче патио од леукемије. Сахрањен је у прашкој Катедрали Светог Вида. Пошто није имао законитих наследника са њим је изумрла читава једна грана Хабзбуршке династије.
Вест о краљевој смрти је прекинула непријатељства у Угарској. Српски деспот Лазар Бранковић је примио вести о Ладиславовој смрти 10. децембра, али је и сам изненада умро 20. јануара 1458. године. После смрти Ладислава V било је неколико кандидата за угарску круну међу његовим сродницима. Краљеви зетови, мужеви његових сестара, Вилхелм III, војвода од Саксоније и пољски краљ Казимир IV Јагелонац важили су за најозбиљније претенденте. Међутим, Вилхелм III није показивао амбиције да влада Угарском и Чешком, док је Казимир IV био у том тренутку презаузет ратом против Тевтонског реда. Најближи мушки сродник краља Ладислава био је цар Фридрих III. Он је одмах заузео аустријске поседе свог рођака и тиме се привремено задовољио. Фридрих је и даље у својим рукама држао круну Светог Стефана што га је и даље чинило кандидатом за престо Угарске.
И у Угарској и у Чешкој питање наслеђа је решено избором нових владара. У Угарској је у јануару 1458. године окупљена сталешка скупштина. На сабору се појавио Михаило Силађи са око 15.000 следбеника који су на залеђеном Дунаву 24. јануара извикали за краља Силађијевог сестрића Матију Корвина, који се у то време налазио у заточеништву у Прагу. Великаши се нису усудили да се супротставе окупљеној светини и син Јаноша Хуњадија је прихваћен за краља као Матија I Корвин. Јиржи Подјебрадски је ускоро ослободио Матију, али тек пошто га је верио са својом ћерком Катарином. Слично Угарској, и у Чешкој је за краља изабран представник домаћег племства. Хусити су распалили незадовољство дотадашњом управом „немачких“ краљева. Сталешка скупштина се окупила у прашкој већници 2. марта 1458. године и убрзо су представници католика за краља предложили умереног хусита Јиржија Подјебрадског. Подјебрадски је изабран за краља декларативно након што му је један од вођа католика, Зденек од Штернберка, јавно указао почаст тако што је клекнуо пред дотадашњег краљевског намесника. Наредне 1459. Подјебрадског је за краља Чешке и једног од кнежева изборника Светог римског царства признао и цар Фридрих III. Ипак, победа „народних“ краљева била је само привремена, пошто је Чешком и Угарском прво завладали Јагелонци, Владислав II Јагелонац, сестрић Ладислава V, и његов син Лајош II, а затим поново Хабзбурзи у лику Фердинанда I, праунука цара Фридриха III.

## Породично стабло
| \| \| \| \| \| \| \| \| \| \| \| \| \| \| 16. Алберт II, војвода Аустрије \| \| \| \| \| \| \| \| \| \| \| \| \| \| \| \| \| \| \| \| \| \| \| \| \| \| \| \| \| \| \| \| \| \| \| \| \| \| \| \| \| \| \| \| \| \| \| \| \| \| \| \| \| \| \| \| \| \| \| \| 8. Алберт III, војвода Аустрије \| \| \| \| \| \| \| \| \| \| \| \| \| \| \| \| \| \| \| \| \| \| \| \| \| \| \| \| \| \| \| \| \| \| \| \| \| \| \| \| \| \| \| \| \| \| \| \| \| \| \| \| \| \| \| \| \| \| \| \| \| \| \| \| \| \| \| \| \| \| \| \| 17. Јохана од Фирта \| \| \| \| \| \| \| \| \| \| \| \| \| \| \| \| \| \| \| \| \| \| \| \| \| \| \| \| \| \| \| \| \| \| \| \| \| \| \| \| \| \| \| \| \| \| \| \| \| \| \| \| \| \| \| \| \| \| \| \| \| \| \| \| \| \| \| \| \| \| \| \| 4. Алберт IV, војвода Аустрије \| \| \| \| \| \| \| \| \| \| \| \| \| \| \| \| \| \| \| \| \| \| \| \| \| \| \| \| \| \| \| \| \| \| \| \| \| \| \| \| \| \| \| \| \| \| \| \| \| \| \| \| \| \| \| \| \| \| \| \| \| \| \| \| \| \| \| \| \| \| \| \| 18. Фридрих V, бурггроф Нирнберга \| \| \| \| \| \| \| \| \| \| \| \| \| \| \| \| \| \| \| \| \| \| \| \| \| \| \| \| \| \| \| \| \| \| \| \| \| \| \| \| \| \| \| \| \| \| \| \| \| \| \| \| \| \| \| \| \| \| \| \| \| \| \| \| \| \| \| \| \| \| \| \| 9. Beatrix of Nuremberg \| \| \| \| \| \| \| \| \| \| \| \| \| \| \| \| \| \| \| \| \| \| \| \| \| \| \| \| \| \| \| \| \| \| \| \| \| \| \| \| \| \| \| \| \| \| \| \| \| \| \| \| \| \| \| \| \| \| \| \| \| \| \| \| \| \| \| \| \| \| \| \| 19. Elisabeth of Meissen \| \| \| \| \| \| \| \| \| \| \| \| \| \| \| \| \| \| \| \| \| \| \| \| \| \| \| \| \| \| \| \| \| \| \| \| \| \| \| \| \| \| \| \| \| \| \| \| \| \| \| \| \| \| \| \| \| \| \| \| \| \| \| \| \| \| \| \| \| \| \| \| 2. Алберт II Немачки \| \| \| \| \| \| \| \| \| \| \| \| \| \| \| \| \| \| \| \| \| \| \| \| \| \| \| \| \| \| \| \| \| \| \| \| \| \| \| \| \| \| \| \| \| \| \| \| \| \| \| \| \| \| \| \| \| \| \| \| \| \| \| \| \| \| \| \| \| \| \| \| 20. Лудвиг IV Баварски \| \| \| \| \| \| \| \| \| \| \| \| \| \| \| \| \| \| \| \| \| \| \| \| \| \| \| \| \| \| \| \| \| \| \| \| \| \| \| \| \| \| \| \| \| \| \| \| \| \| \| \| \| \| \| \| \| \| \| \| \| \| \| \| \| \| \| \| \| \| \| \| 10. Алберт I Баварски \| \| \| \| \| \| \| \| \| \| \| \| \| \| \| \| \| \| \| \| \| \| \| \| \| \| \| \| \| \| \| \| \| \| \| \| \| \| \| \| \| \| \| \| \| \| \| \| \| \| \| \| \| \| \| \| \| \| \| \| \| \| \| \| \| \| \| \| \| \| \| \| 21. Маргарета II, грофица Еноа \| \| \| \| \| \| \| \| \| \| \| \| \| \| \| \| \| \| \| \| \| \| \| \| \| \| \| \| \| \| \| \| \| \| \| \| \| \| \| \| \| \| \| \| \| \| \| \| \| \| \| \| \| \| \| \| \| \| \| \| \| \| \| \| \| \| \| \| \| \| \| \| 5. Јохана Софија од Баварске \| \| \| \| \| \| \| \| \| \| \| \| \| \| \| \| \| \| \| \| \| \| \| \| \| \| \| \| \| \| \| \| \| \| \| \| \| \| \| \| \| \| \| \| \| \| \| \| \| \| \| \| \| \| \| \| \| \| \| \| \| \| \| \| \| \| \| \| \| \| \| \| 22. Louis I, Duke of Brieg \| \| \| \| \| \| \| \| \| \| \| \| \| \| \| \| \| \| \| \| \| \| \| \| \| \| \| \| \| \| \| \| \| \| \| \| \| \| \| \| \| \| \| \| \| \| \| \| \| \| \| \| \| \| \| \| \| \| \| \| \| \| \| \| \| \| \| \| \| \| \| \| 11. Маргарета од Брига \| \| \| \| \| \| \| \| \| \| \| \| \| \| \| \| \| \| \| \| \| \| \| \| \| \| \| \| \| \| \| \| \| \| \| \| \| \| \| \| \| \| \| \| \| \| \| \| \| \| \| \| \| \| \| \| \| \| \| \| \| \| \| \| \| \| \| \| \| \| \| \| 23. Agnes of Sagan \| \| \| \| \| \| \| \| \| \| \| \| \| \| \| \| \| \| \| \| \| \| \| \| \| \| \| \| \| \| \| \| \| \| \| \| \| \| \| \| \| \| \| \| \| \| \| \| \| \| \| \| \| \| \| \| \| \| \| \| \| \| \| \| \| \| \| \| \| \| \| \| 1. Ладислав V Посмрче \| \| \| \| \| \| \| \| \| \| \| \| \| \| \| \| \| \| \| \| \| \| \| \| \| \| \| \| \| \| \| \| \| \| \| \| \| \| \| \| \| \| \| \| \| \| \| \| \| \| \| \| \| \| \| \| \| \| \| \| \| \| \| \| \| \| \| \| \| \| \| \| 24. Јован Слепи \| \| \| \| \| \| \| \| \| \| \| \| \| \| \| \| \| \| \| \| \| \| \| \| \| \| \| \| \| \| \| \| \| \| \| \| \| \| \| \| \| \| \| \| \| \| \| \| \| \| \| \| \| \| \| \| \| \| \| \| \| \| \| \| \| \| \| \| \| \| \| \| 12. Карло IV, цар Светог римског царства \| \| \| \| \| \| \| \| \| \| \| \| \| \| \| \| \| \| \| \| \| \| \| \| \| \| \| \| \| \| \| \| \| \| \| \| \| \| \| \| \| \| \| \| \| \| \| \| \| \| \| \| \| \| \| \| \| \| \| \| \| \| \| \| \| \| \| \| \| \| \| \| 25. Елизабета од Чешке \| \| \| \| \| \| \| \| \| \| \| \| \| \| \| \| \| \| \| \| \| \| \| \| \| \| \| \| \| \| \| \| \| \| \| \| \| \| \| \| \| \| \| \| \| \| \| \| \| \| \| \| \| \| \| \| \| \| \| \| \| \| \| \| \| \| \| \| \| \| \| \| 6. Жигмунд Луксембуршки \| \| \| \| \| \| \| \| \| \| \| \| \| \| \| \| \| \| \| \| \| \| \| \| \| \| \| \| \| \| \| \| \| \| \| \| \| \| \| \| \| \| \| \| \| \| \| \| \| \| \| \| \| \| \| \| \| \| \| \| \| \| \| \| \| \| \| \| \| \| \| \| 26. Богуслав V, војвода Помераније \| \| \| \| \| \| \| \| \| \| \| \| \| \| \| \| \| \| \| \| \| \| \| \| \| \| \| \| \| \| \| \| \| \| \| \| \| \| \| \| \| \| \| \| \| \| \| \| \| \| \| \| \| \| \| \| \| \| \| \| \| \| \| \| \| \| \| \| \| \| \| \| 13. Елизабета Померанијска \| \| \| \| \| \| \| \| \| \| \| \| \| \| \| \| \| \| \| \| \| \| \| \| \| \| \| \| \| \| \| \| \| \| \| \| \| \| \| \| \| \| \| \| \| \| \| \| \| \| \| \| \| \| \| \| \| \| \| \| \| \| \| \| \| \| \| \| \| \| \| \| 27. Елизабета Пољска \| \| \| \| \| \| \| \| \| \| \| \| \| \| \| \| \| \| \| \| \| \| \| \| \| \| \| \| \| \| \| \| \| \| \| \| \| \| \| \| \| \| \| \| \| \| \| \| \| \| \| \| \| \| \| \| \| \| \| \| \| \| \| \| \| \| \| \| \| \| \| \| 3. Елизабета Луксембуршка \| \| \| \| \| \| \| \| \| \| \| \| \| \| \| \| \| \| \| \| \| \| \| \| \| \| \| \| \| \| \| \| \| \| \| \| \| \| \| \| \| \| \| \| \| \| \| \| \| \| \| \| \| \| \| \| \| \| \| \| \| \| \| \| \| \| \| \| \| \| \| \| 28. Херман I Цељски \| \| \| \| \| \| \| \| \| \| \| \| \| \| \| \| \| \| \| \| \| \| \| \| \| \| \| \| \| \| \| \| \| \| \| \| \| \| \| \| \| \| \| \| \| \| \| \| \| \| \| \| \| \| \| \| \| \| \| \| \| \| \| \| \| \| \| \| \| \| \| \| 14. Херман I Цељски \| \| \| \| \| \| \| \| \| \| \| \| \| \| \| \| \| \| \| \| \| \| \| \| \| \| \| \| \| \| \| \| \| \| \| \| \| \| \| \| \| \| \| \| \| \| \| \| \| \| \| \| \| \| \| \| \| \| \| \| \| \| \| \| \| \| \| \| \| \| \| \| 29. Катарина Котроманић Цељска \| \| \| \| \| \| \| \| \| \| \| \| \| \| \| \| \| \| \| \| \| \| \| \| \| \| \| \| \| \| \| \| \| \| \| \| \| \| \| \| \| \| \| \| \| \| \| \| \| \| \| \| \| \| \| \| \| \| \| \| \| \| \| \| \| \| \| \| \| \| \| \| 7. Барбара Цељска \| \| \| \| \| \| \| \| \| \| \| \| \| \| \| \| \| \| \| \| \| \| \| \| \| \| \| \| \| \| \| \| \| \| \| \| \| \| \| \| \| \| \| \| \| \| \| \| \| \| \| \| \| \| \| \| \| \| \| \| \| \| \| \| \| \| \| \| \| \| \| \| 30. Хајнрих VII, гроф Шаунберга \| \| \| \| \| \| \| \| \| \| \| \| \| \| \| \| \| \| \| \| \| \| \| \| \| \| \| \| \| \| \| \| \| \| \| \| \| \| \| \| \| \| \| \| \| \| \| \| \| \| \| \| \| \| \| \| \| \| \| \| \| \| \| \| \| \| \| \| \| \| \| \| 15. Ана од Шаунберга \| \| \| \| \| \| \| \| \| \| \| \| \| \| \| \| \| \| \| \| \| \| \| \| \| \| \| \| \| \| \| \| \| \| \| \| \| \| \| \| \| \| \| \| \| \| \| \| \| \| \| \| \| \| \| \| \| \| \| \| \| \| \| \| \| \| \| \| \| \| \| \| 31. Урсула од Горице \| \| \| \| \| \| \| \| \| \| \| \| \| \| \| \| \| \| \| \| \| \| \| \| \| \| \| \| \| \| \| \| \| \| \| \| \| \| \| \| \| \| \| \| \| \| \| \| \| \| \| \| |                                          |  |  |  |  |  |  |  |  |  |  |  |                                 |  |  |  |
| |                                          |  |  |  |  |  |  |  |  |  |  |  | 16. Алберт II, војвода Аустрије |  |  |  |
| |                                          |  |  |  |  |  |  |  |  |  |  |  |                                 |  |  |  |
| |                                          |  |  |  |  |  |  |  |  |  |  |  |                                 |  |  |  |
| |                                          |  |  |  |  |  |  |  |  |  |  |  |                                 |  |  |  |
| | 8. Алберт III, војвода Аустрије          |  |  |  |  |  |  |  |  |  |  |  |                                 |  |  |  |
| |                                          |  |  |  |  |  |  |  |  |  |  |  |                                 |  |  |  |
| |                                          |  |  |  |  |  |  |  |  |  |  |  |                                 |  |  |  |
| |                                          |  |  |  |  |  |  |  |  |  |  |  |                                 |  |  |  |
| | 17. Јохана од Фирта                      |  |  |  |  |  |  |  |  |  |  |  |                                 |  |  |  |
| |                                          |  |  |  |  |  |  |  |  |  |  |  |                                 |  |  |  |
| |                                          |  |  |  |  |  |  |  |  |  |  |  |                                 |  |  |  |
| |                                          |  |  |  |  |  |  |  |  |  |  |  |                                 |  |  |  |
| | 4. Алберт IV, војвода Аустрије           |  |  |  |  |  |  |  |  |  |  |  |                                 |  |  |  |
| |                                          |  |  |  |  |  |  |  |  |  |  |  |                                 |  |  |  |
| |                                          |  |  |  |  |  |  |  |  |  |  |  |                                 |  |  |  |
| |                                          |  |  |  |  |  |  |  |  |  |  |  |                                 |  |  |  |
| | 18. Фридрих V, бурггроф Нирнберга        |  |  |  |  |  |  |  |  |  |  |  |                                 |  |  |  |
| |                                          |  |  |  |  |  |  |  |  |  |  |  |                                 |  |  |  |
| |                                          |  |  |  |  |  |  |  |  |  |  |  |                                 |  |  |  |
| |                                          |  |  |  |  |  |  |  |  |  |  |  |                                 |  |  |  |
| | 9. Beatrix of Nuremberg                  |  |  |  |  |  |  |  |  |  |  |  |                                 |  |  |  |
| |                                          |  |  |  |  |  |  |  |  |  |  |  |                                 |  |  |  |
| |                                          |  |  |  |  |  |  |  |  |  |  |  |                                 |  |  |  |
| |                                          |  |  |  |  |  |  |  |  |  |  |  |                                 |  |  |  |
| | 19. Elisabeth of Meissen                 |  |  |  |  |  |  |  |  |  |  |  |                                 |  |  |  |
| |                                          |  |  |  |  |  |  |  |  |  |  |  |                                 |  |  |  |
| |                                          |  |  |  |  |  |  |  |  |  |  |  |                                 |  |  |  |
| |                                          |  |  |  |  |  |  |  |  |  |  |  |                                 |  |  |  |
| | 2. Алберт II Немачки                     |  |  |  |  |  |  |  |  |  |  |  |                                 |  |  |  |
| |                                          |  |  |  |  |  |  |  |  |  |  |  |                                 |  |  |  |
| |                                          |  |  |  |  |  |  |  |  |  |  |  |                                 |  |  |  |
| |                                          |  |  |  |  |  |  |  |  |  |  |  |                                 |  |  |  |
| | 20. Лудвиг IV Баварски                   |  |  |  |  |  |  |  |  |  |  |  |                                 |  |  |  |
| |                                          |  |  |  |  |  |  |  |  |  |  |  |                                 |  |  |  |
| |                                          |  |  |  |  |  |  |  |  |  |  |  |                                 |  |  |  |
| |                                          |  |  |  |  |  |  |  |  |  |  |  |                                 |  |  |  |
| | 10. Алберт I Баварски                    |  |  |  |  |  |  |  |  |  |  |  |                                 |  |  |  |
| |                                          |  |  |  |  |  |  |  |  |  |  |  |                                 |  |  |  |
| |                                          |  |  |  |  |  |  |  |  |  |  |  |                                 |  |  |  |
| |                                          |  |  |  |  |  |  |  |  |  |  |  |                                 |  |  |  |
| | 21. Маргарета II, грофица Еноа           |  |  |  |  |  |  |  |  |  |  |  |                                 |  |  |  |
| |                                          |  |  |  |  |  |  |  |  |  |  |  |                                 |  |  |  |
| |                                          |  |  |  |  |  |  |  |  |  |  |  |                                 |  |  |  |
| |                                          |  |  |  |  |  |  |  |  |  |  |  |                                 |  |  |  |
| | 5. Јохана Софија од Баварске             |  |  |  |  |  |  |  |  |  |  |  |                                 |  |  |  |
| |                                          |  |  |  |  |  |  |  |  |  |  |  |                                 |  |  |  |
| |                                          |  |  |  |  |  |  |  |  |  |  |  |                                 |  |  |  |
| |                                          |  |  |  |  |  |  |  |  |  |  |  |                                 |  |  |  |
| | 22. Louis I, Duke of Brieg               |  |  |  |  |  |  |  |  |  |  |  |                                 |  |  |  |
| |                                          |  |  |  |  |  |  |  |  |  |  |  |                                 |  |  |  |
| |                                          |  |  |  |  |  |  |  |  |  |  |  |                                 |  |  |  |
| |                                          |  |  |  |  |  |  |  |  |  |  |  |                                 |  |  |  |
| | 11. Маргарета од Брига                   |  |  |  |  |  |  |  |  |  |  |  |                                 |  |  |  |
| |                                          |  |  |  |  |  |  |  |  |  |  |  |                                 |  |  |  |
| |                                          |  |  |  |  |  |  |  |  |  |  |  |                                 |  |  |  |
| |                                          |  |  |  |  |  |  |  |  |  |  |  |                                 |  |  |  |
| | 23. Agnes of Sagan                       |  |  |  |  |  |  |  |  |  |  |  |                                 |  |  |  |
| |                                          |  |  |  |  |  |  |  |  |  |  |  |                                 |  |  |  |
| |                                          |  |  |  |  |  |  |  |  |  |  |  |                                 |  |  |  |
| |                                          |  |  |  |  |  |  |  |  |  |  |  |                                 |  |  |  |
| | 1. Ладислав V Посмрче                    |  |  |  |  |  |  |  |  |  |  |  |                                 |  |  |  |
| |                                          |  |  |  |  |  |  |  |  |  |  |  |                                 |  |  |  |
| |                                          |  |  |  |  |  |  |  |  |  |  |  |                                 |  |  |  |
| |                                          |  |  |  |  |  |  |  |  |  |  |  |                                 |  |  |  |
| | 24. Јован Слепи                          |  |  |  |  |  |  |  |  |  |  |  |                                 |  |  |  |
| |                                          |  |  |  |  |  |  |  |  |  |  |  |                                 |  |  |  |
| |                                          |  |  |  |  |  |  |  |  |  |  |  |                                 |  |  |  |
| |                                          |  |  |  |  |  |  |  |  |  |  |  |                                 |  |  |  |
| | 12. Карло IV, цар Светог римског царства |  |  |  |  |  |  |  |  |  |  |  |                                 |  |  |  |
| |                                          |  |  |  |  |  |  |  |  |  |  |  |                                 |  |  |  |
| |                                          |  |  |  |  |  |  |  |  |  |  |  |                                 |  |  |  |
| |                                          |  |  |  |  |  |  |  |  |  |  |  |                                 |  |  |  |
| | 25. Елизабета од Чешке                   |  |  |  |  |  |  |  |  |  |  |  |                                 |  |  |  |
| |                                          |  |  |  |  |  |  |  |  |  |  |  |                                 |  |  |  |
| |                                          |  |  |  |  |  |  |  |  |  |  |  |                                 |  |  |  |
| |                                          |  |  |  |  |  |  |  |  |  |  |  |                                 |  |  |  |
| | 6. Жигмунд Луксембуршки                  |  |  |  |  |  |  |  |  |  |  |  |                                 |  |  |  |
| |                                          |  |  |  |  |  |  |  |  |  |  |  |                                 |  |  |  |
| |                                          |  |  |  |  |  |  |  |  |  |  |  |                                 |  |  |  |
| |                                          |  |  |  |  |  |  |  |  |  |  |  |                                 |  |  |  |
| | 26. Богуслав V, војвода Помераније       |  |  |  |  |  |  |  |  |  |  |  |                                 |  |  |  |
| |                                          |  |  |  |  |  |  |  |  |  |  |  |                                 |  |  |  |
| |                                          |  |  |  |  |  |  |  |  |  |  |  |                                 |  |  |  |
| |                                          |  |  |  |  |  |  |  |  |  |  |  |                                 |  |  |  |
| | 13. Елизабета Померанијска               |  |  |  |  |  |  |  |  |  |  |  |                                 |  |  |  |
| |                                          |  |  |  |  |  |  |  |  |  |  |  |                                 |  |  |  |
| |                                          |  |  |  |  |  |  |  |  |  |  |  |                                 |  |  |  |
| |                                          |  |  |  |  |  |  |  |  |  |  |  |                                 |  |  |  |
| | 27. Елизабета Пољска                     |  |  |  |  |  |  |  |  |  |  |  |                                 |  |  |  |
| |                                          |  |  |  |  |  |  |  |  |  |  |  |                                 |  |  |  |
| |                                          |  |  |  |  |  |  |  |  |  |  |  |                                 |  |  |  |
| |                                          |  |  |  |  |  |  |  |  |  |  |  |                                 |  |  |  |
| | 3. Елизабета Луксембуршка                |  |  |  |  |  |  |  |  |  |  |  |                                 |  |  |  |
| |                                          |  |  |  |  |  |  |  |  |  |  |  |                                 |  |  |  |
| |                                          |  |  |  |  |  |  |  |  |  |  |  |                                 |  |  |  |
| |                                          |  |  |  |  |  |  |  |  |  |  |  |                                 |  |  |  |
| | 28. Херман I Цељски                      |  |  |  |  |  |  |  |  |  |  |  |                                 |  |  |  |
| |                                          |  |  |  |  |  |  |  |  |  |  |  |                                 |  |  |  |
| |                                          |  |  |  |  |  |  |  |  |  |  |  |                                 |  |  |  |
| |                                          |  |  |  |  |  |  |  |  |  |  |  |                                 |  |  |  |
| | 14. Херман I Цељски                      |  |  |  |  |  |  |  |  |  |  |  |                                 |  |  |  |
| |                                          |  |  |  |  |  |  |  |  |  |  |  |                                 |  |  |  |
| |                                          |  |  |  |  |  |  |  |  |  |  |  |                                 |  |  |  |
| |                                          |  |  |  |  |  |  |  |  |  |  |  |                                 |  |  |  |
| | 29. Катарина Котроманић Цељска           |  |  |  |  |  |  |  |  |  |  |  |                                 |  |  |  |
| |                                          |  |  |  |  |  |  |  |  |  |  |  |                                 |  |  |  |
| |                                          |  |  |  |  |  |  |  |  |  |  |  |                                 |  |  |  |
| |                                          |  |  |  |  |  |  |  |  |  |  |  |                                 |  |  |  |
| | 7. Барбара Цељска                        |  |  |  |  |  |  |  |  |  |  |  |                                 |  |  |  |
| |                                          |  |  |  |  |  |  |  |  |  |  |  |                                 |  |  |  |
| |                                          |  |  |  |  |  |  |  |  |  |  |  |                                 |  |  |  |
| |                                          |  |  |  |  |  |  |  |  |  |  |  |                                 |  |  |  |
| | 30. Хајнрих VII, гроф Шаунберга          |  |  |  |  |  |  |  |  |  |  |  |                                 |  |  |  |
| |                                          |  |  |  |  |  |  |  |  |  |  |  |                                 |  |  |  |
| |                                          |  |  |  |  |  |  |  |  |  |  |  |                                 |  |  |  |
| |                                          |  |  |  |  |  |  |  |  |  |  |  |                                 |  |  |  |
| | 15. Ана од Шаунберга                     |  |  |  |  |  |  |  |  |  |  |  |                                 |  |  |  |
| |                                          |  |  |  |  |  |  |  |  |  |  |  |                                 |  |  |  |
| |                                          |  |  |  |  |  |  |  |  |  |  |  |                                 |  |  |  |
| |                                          |  |  |  |  |  |  |  |  |  |  |  |                                 |  |  |  |
| | 31. Урсула од Горице                     |  |  |  |  |  |  |  |  |  |  |  |                                 |  |  |  |
| |                                          |  |  |  |  |  |  |  |  |  |  |  |                                 |  |  |  |
| |                                          |  |  |  |  |  |  |  |  |  |  |  |                                 |  |  |  |